# Le Retour du héros (film)
Cet article concerne le film. Pour l'épisode de La Treizième Dimension, voir Épisodes de La Treizième Dimension.
Pour plus de détails, voir Fiche technique et Distribution.
Le Retour du héros est un film français comique réalisé par Laurent Tirard, sorti en 2018. L'histoire se situe en France pendant la période des guerres napoléoniennes. Le film relate l'histoire d'un soldat lâche et séducteur, le capitaine Neuville (incarné par Jean Dujardin), qui se trouve transformé en héros grâce à une ruse d'Elisabeth (Mélanie Laurent), la sœur de sa jeune promise. Neuville met à profit la situation pour devenir un véritable imposteur, pratiquant l'affabulation et l'arnaque.

## Synopsis
En 1809, pendant la période du Premier Empire, le capitaine Charles-Grégoire Neuville, fringant hussard, demande la main de Pauline Beaugrand, une jeune fille de bonne famille habitant un château dans une ville de Bourgogne. Les parents la lui accordent. Mais, alors que tout le monde se réjouit, il reçoit l'ordre de partir immédiatement au combat, l'offensive contre les Autrichiens ayant commencé. En partant, il promet à Pauline de lui écrire une lettre tous les jours.
Mais le séducteur est oublieux. Des mois durant, Pauline ne reçoit rien et en dépérit. Sa sœur Elisabeth, angoissée à son sujet et la seule de la famille à se méfier du capitaine, prend les choses en main. Elle écrit à Pauline une fausse lettre en se faisant passer pour Neuville. Cette lettre, très romantique, comble de joie Pauline et les parents. Pauline écrit immédiatement à Neuville une nouvelle lettre, à laquelle Elisabeth répond à son tour.
Cette correspondance bien tournée a le plus grand succès auprès de Pauline, des parents, du château et de la ville. Elisabeth, qui a une imagination débordante, bâtit une aventure épistolaire pleine de rebondissements. Neuville se bat comme un lion contre les Autrichiens, et quand la campagne d'Autriche est achevée, il est chargé d'une mission stratégique de la plus haute importance en Inde, dans le comptoir français de Pondichéry. Il attaque les Anglais, achète une plantation de tabac, la revend pour acquérir un élevage d'éléphants. Ces histoires provoquent l'enthousiasme de la population.
Mais Elisabeth sent qu'elle en fait trop. Elle arrête tout et fait mourir le héros. Elle écrit une lettre où il annonce qu'il va bientôt être assailli par des troupes anglaises supérieures en nombre. Il annonce une mort certaine et envoie ses derniers vœux à Pauline, de la façon la plus héroïque et romantique qui soit. C'est la fin du capitaine Neuville. Pauline, éplorée, se résout à épouser un autre homme de sa connaissance, Nicolas.
Le temps passe. En 1812, trois ans plus tard, tout va pour le mieux, Pauline a deux enfants de Nicolas. Mais un événement inopiné advient. Alors qu'Elisabeth est en ville, elle voit arriver un coche, et découvre le capitaine Neuville en sortir. Il est dans un état déplorable : il n'a plus son uniforme et porte des haillons de grosse toile, il a une barbe en désordre et empeste : il n'est plus qu'un vagabond.
Elisabeth l'interroge. Il raconte qu'il a déserté et qu'il a l'intention de revoir Pauline. Elle le lui défend, l'accusant d'avoir oublié Pauline et lui expliquant que pour tout le monde ici, il est mort en héros. Sensible à ces reproches, il accepte de repartir contre un peu d'argent.
Mais quelques jours plus tard, il se présente au château, sans vergogne, rasé de frais et revêtu d'un costume neuf. Il annonce à la famille qu'il renonce à Pauline et qu'il ne la dispute pas à Nicolas. La famille, passant de la stupeur à la joie, l'accueille triomphalement. On l'interroge, il fabule : il a attaqué tout seul 2 000 soldats anglais et ne doit sa survie qu'à l'arrivée de la cavalerie, ses plantations se portent à merveille, il s'est même tourné vers l'extraction de diamants.
Il devient un phénomène auprès de la bourgeoisie locale. On le presse de questions dont il invente les réponses. Afin de mettre de l'ordre dans ses mensonges, il apprend par cœur les lettres qu'il est censé avoir écrites, avec l'aide d'Elisabeth qui, fière de son œuvre, ne veut pas que son récit soit déformé. La société est captivée par ses récits. Il a un grand succès auprès des femmes, les riches achètent des parts de sa prétendue mine de diamants, ce qu'il accepte, tout en gardant l'argent investi pour son train de vie dispendieux. Seule Elisabeth lui est hostile. Elle sait qu'il n'est qu'un escroc déserteur qui n'a pas vécu ses histoires, qu'il n'a d'ailleurs même pas inventées lui-même. Elle cherche à lui nuire.
Pauline est retombée follement amoureuse du capitaine et trompe Nicolas avec lui. Elisabeth s'arrange pour que Nicolas l'apprenne, et celui-ci provoque Neuville en duel. Nicolas est bien meilleur au pistolet que le capitaine, c'est la mort certaine pour Neuville. Le lendemain matin, le duel est interrompu par Pauline, qui se dresse entre les deux tireurs et crée une scène de ménage pour faire diversion. Vexé, Nicolas renonce au duel et, sur les conseils de Neuville, la gifle et lui intime l'ordre de rentrer, ce qui a l'effet immédiat de la rendre amoureuse de lui. Le couple rentre ensemble, réconcilié et heureux.
Le plan d'Elisabeth a échoué. Furieuse, elle intime l'ordre à Neuville de tout révéler à ses parents, sinon elle le fera elle-même. Il accepte. Il se présente aux parents et, prenant tout le monde par surprise, demande Elisabeth en mariage. Celle-ci est sidérée. Elle est tellement troublée qu'elle quitte la pièce.
Elle a une autre idée pour contrer Neuville. Une compagnie de soldats passe dans les environs afin de repousser une arrivée de Cosaques. Elle invite le général à dîner, espérant qu'il démasquera Neuville sur sa campagne en Autriche. Interrogé par le général, Neuville raconte toute l'horreur de la guerre, il donne des détails précis sur la bataille d'Essling, qu'il semble avoir vraiment vécue. Le spectateur comprend que c'est à ce moment-là qu'il a déserté. Pour éviter cette révélation qui lui vaudrait la cour martiale et le peloton d'exécution, Elisabeth détourne l'attention de l'audience en annonçant qu'elle accepte de se marier avec Neuville. Mais le général est bouleversé et félicite Neuville. Un militaire annonce alors au général que les Cosaques arrivent, il s'en va sur le champ.
Peu après, les Cosaques, qui ont échappé aux troupes du général, surgissent devant le château. Pendant que Nicolas cherche les secours, Neuville est chargé d'organiser une défense mais se montre totalement incompétent. Il propose à Elisabeth de s'enfuir à cheval et d'abandonner les habitants du château, mais elle le méprise. Contraint d'être héroïque, il se présente devant la cavalerie cosaque, seul, avec son fusil. Les Cosaques le chargent au sabre, il en tue quelques-uns. Alors qu'ils arrivent sur lui, des coups de canon se font entendre : le général est là, il pilonne les Cosaques, qui s'enfuient.
Neuville est maintenant un héros, il gagne le respect d'Elisabeth, avec qui il se marie. Lors de la cérémonie, Neuville est rattrapé par ses créanciers. Un message lui ordonne de partir immédiatement au combat. Il se résigne. Sur le point de partir, du haut de son cheval, il promet à Elisabeth de lui écrire une lettre tous les jours, ce qui la fait rire. Il s'en va, mais au lieu de suivre les hussards, il s'enfuit par un autre chemin, sous le regard stupéfait de toute la famille sauf d'Elisabeth, qui est ravie.

## Fiche technique
Sauf indication contraire, les informations mentionnées dans cette section peuvent être confirmées par la base de données cinématographiques IMDb,  présente dans la section « Liens externes ».
- Titre original : Le Retour du héros
- Réalisation : Laurent Tirard
- Scénario : Laurent Tirard et Grégoire Vigneron
- Décors : Françoise Dupertuis
- Photographie : Guillaume Schiffman
- Musique : Mathieu Lamboley
- Production : Marc Dujardin et Olivia Lagache
- Sociétés de production : JD Prod et Les Films sur Mesure
- Société de distribution : Studiocanal (France)
- Budget : 9,7 millions d'euros[1]
- Pays de production :  France
- Langue originale : français
- Format : couleur
- Genre : comédie, historique
- Durée : 90 minutes
- Dates de sortie  :
  - France, Belgique, Suisse romande : 14 février 2018
  - Québec : 6 juillet 2018

## Distribution
- Jean Dujardin : capitaine Charles-Grégoire Neuville
- Mélanie Laurent : Elisabeth Beaugrand
- Noémie Merlant : Pauline Beaugrand
- Féodor Atkine : général Mortier-Duplessis
- Christian Bujeau : M. Beaugrand
- Evelyne Buyle : Mme Beaugrand
- Christophe Montenez : Nicolas
- Jean-Michel Lahmi : M. Loiseau
- Laurent Bateau : M. Dunoyer
- Guillaume Denaiffe : l'aide de camp du Général
- Fred Tousch : le témoin de Nicolas
- Aurélie Boquien : Mme Dunoyer

## Production

### Tournage
Le tournage débute en mai 2017 et se déroule jusqu'en juillet 2017. Il a lieu notamment
- dans l'Oise, à Gerberoy et ses alentours[4]
- en Seine-et-Marne au château de Nandy[5] (utilisé pour la propriété des Beaugrand) et au château de Courances
- dans le Val-de-Marne au château de Grosbois (pour la scène de bal)[6].
- dans les Yvelines au château de Vaugien et au Manoir des Carneaux à Bullion[7]
- dans le Val-d'Oise à Ambleville

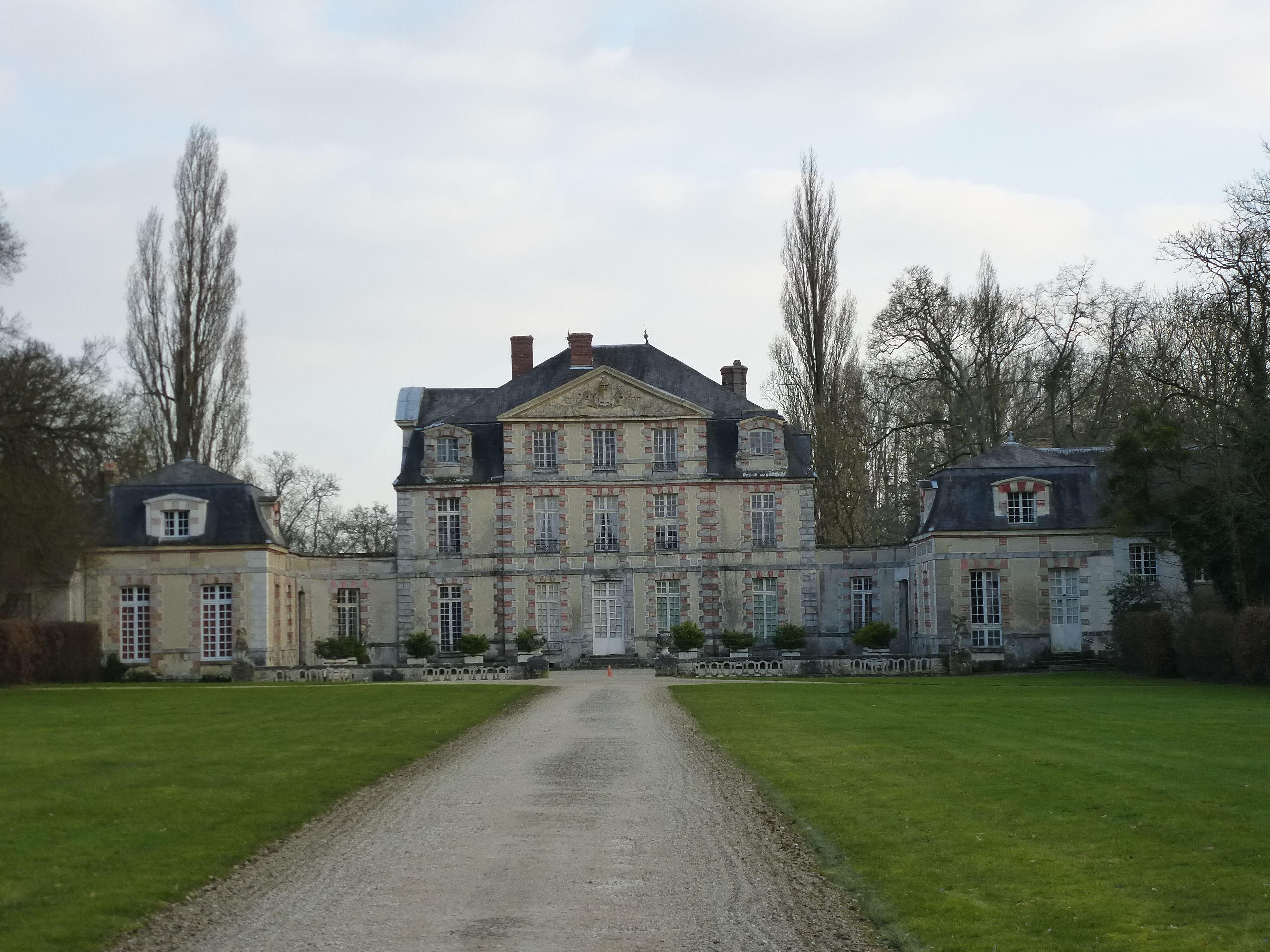
Château de Nandy
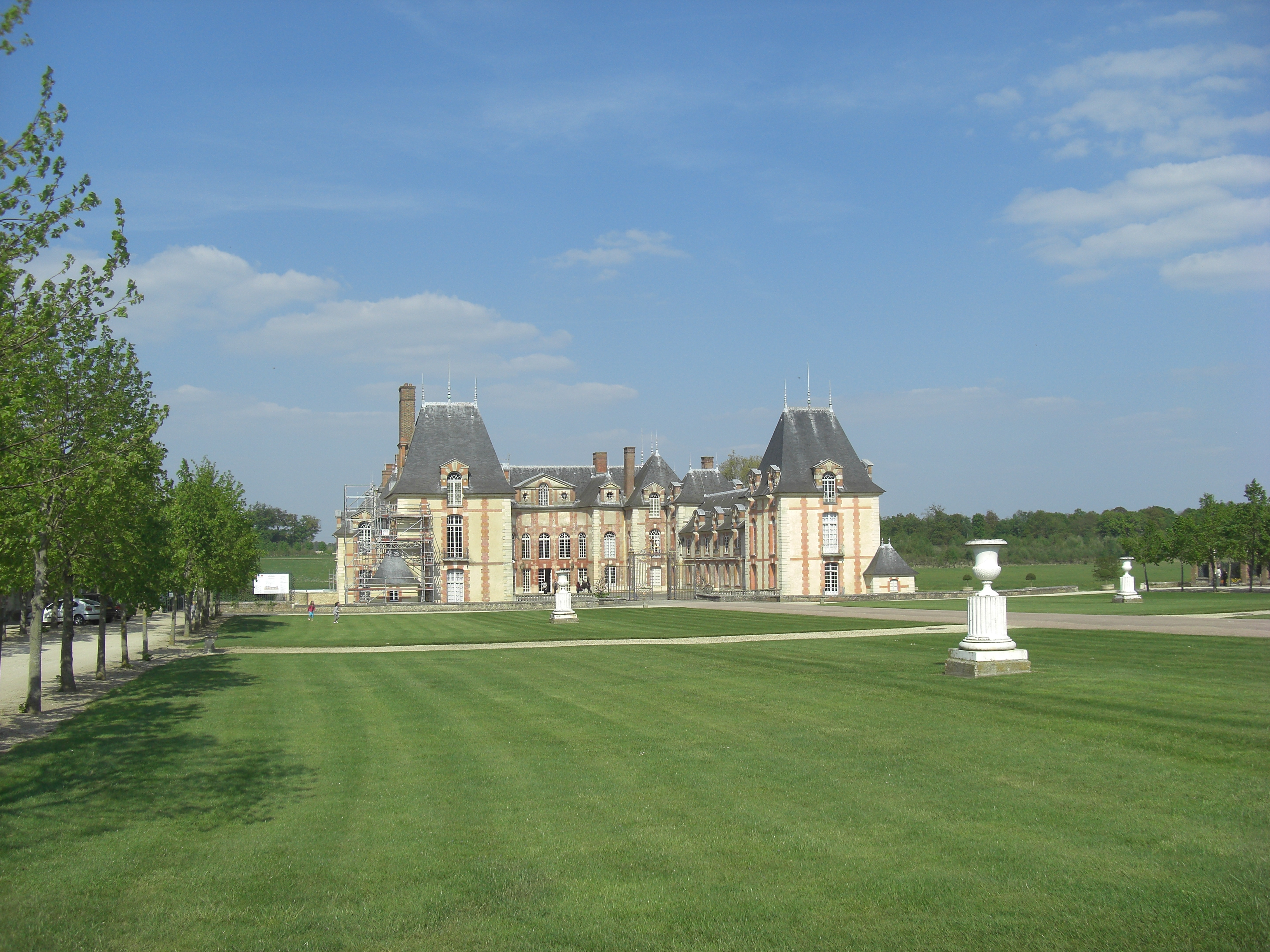
Château de Grosbois
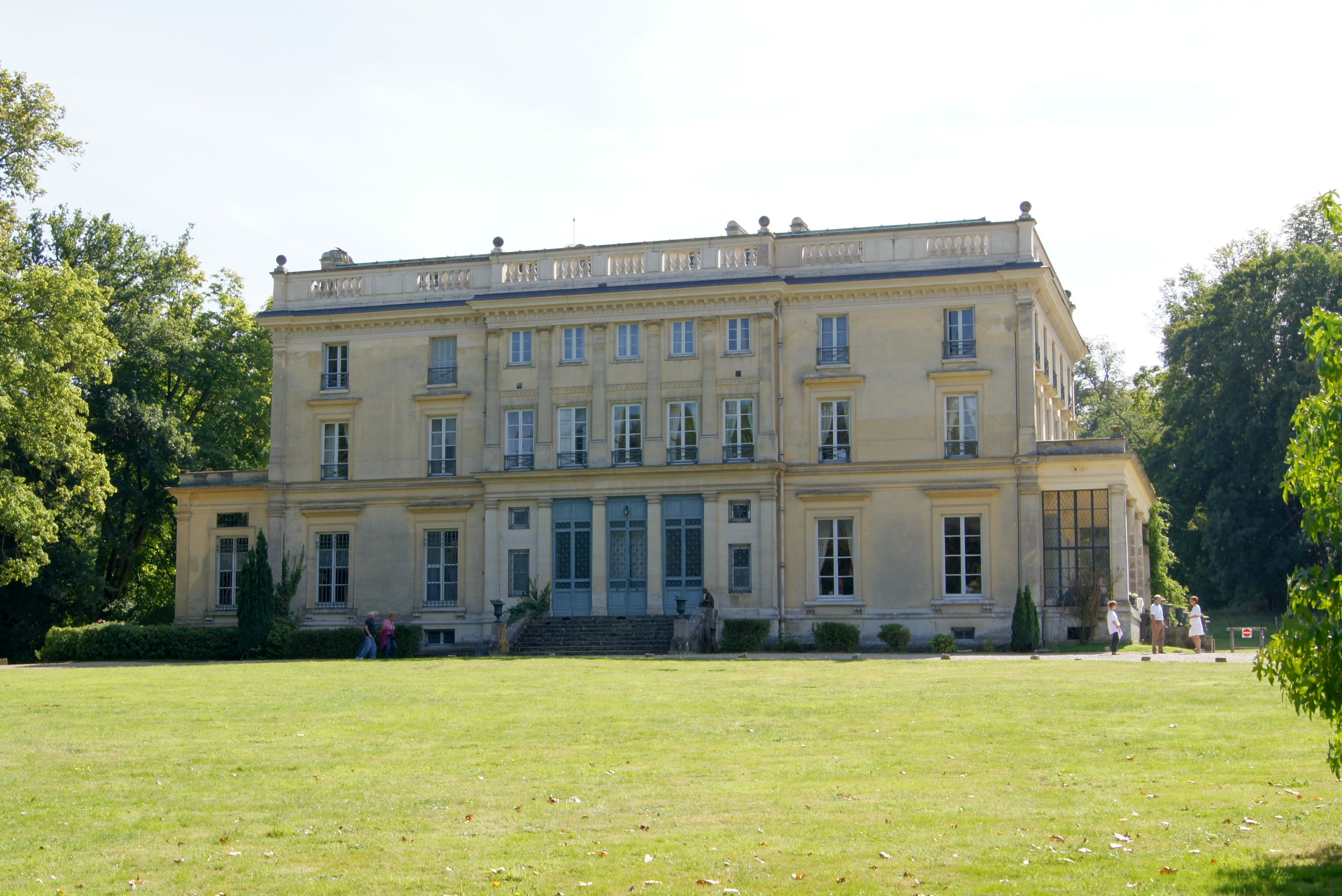
Château de Vaugien
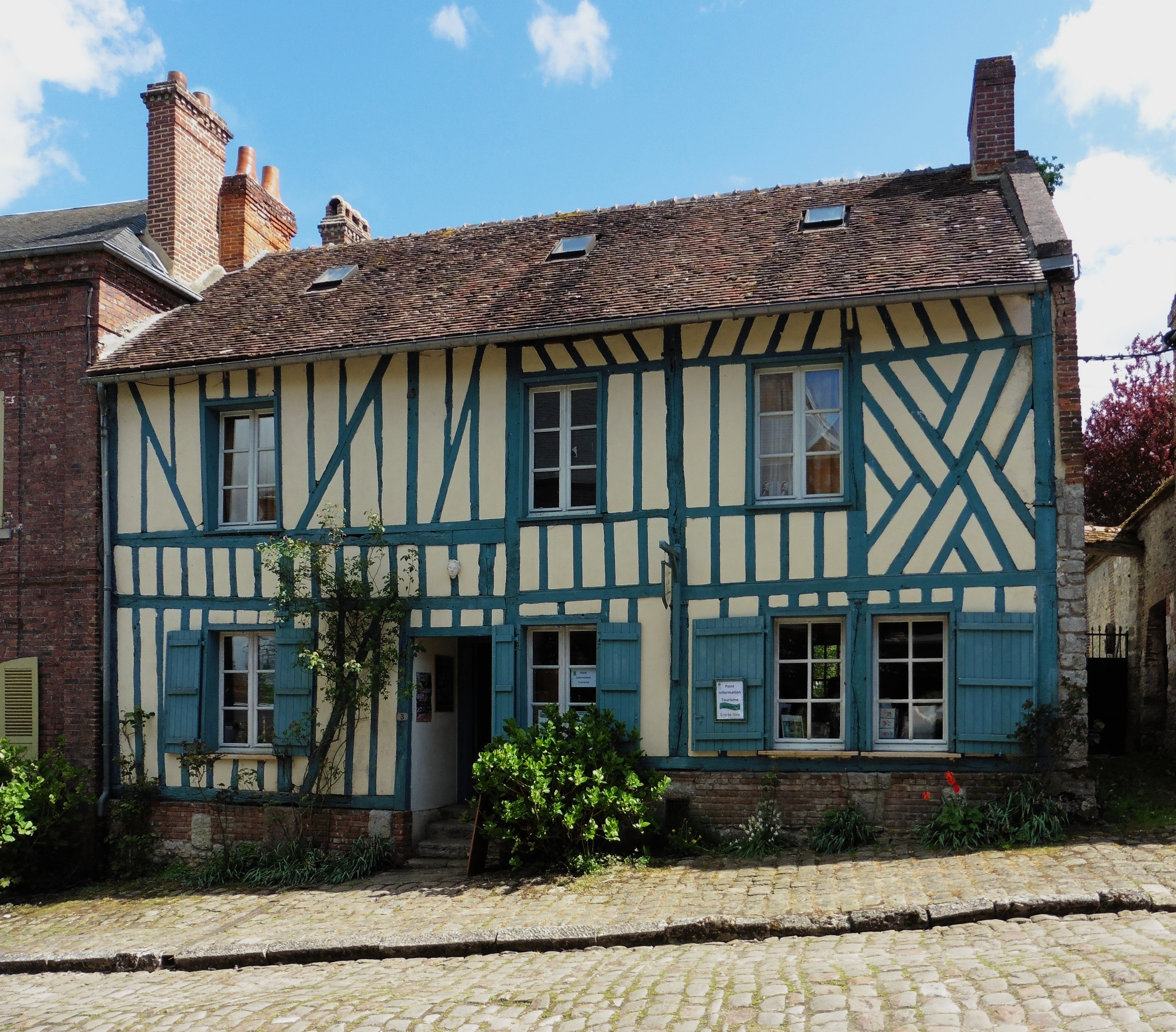
Gerberoy

## Accueil

### Accueil critique
En France, le site Allociné recense une moyenne des critiques presse de 3,4 sur une échelle de 5.
Côté presse, les avis sont partagés sur le film. Le Figaro complimente la performance de Jean Dujardin qui « retrouve sous de flamboyants costumes Empire le personnage de bellâtre crétin d'OSS 117. On ne s'en lasse pas. Il est irrésistible de lâcheté dans le duel au pistolet. ». Pour Télérama, « Laurent Tirard invite à un piquant marivaudage en costumes napoléoniens, qui évoque les grandes heures du cinéma français de Philippe de Broca ou de Jean-Paul Rappeneau. ». En revanche pour Le Nouvel Observateur, « Laurent Tirard court après la légèreté des comédies d'aventures d'antan avec des semelles de plomb. ».

### Box-office
Le Retour du héros sort en France le 14 février 2018. Les autres films sortis la même semaine incluent le film de super-héros américain à gros budget Black Panther de Ryan Coogler, le drame britannico-américain Phantom Thread de Paul Thomas Anderson, L'Apparition de Xavier Giannoli et Belle et Sébastien 3 : Le Dernier Chapitre de Clovis Cornillac. Exploité sur 345 copies au total dans le pays, Le Retour du héros rassemble 53 347 entrées pendant son premier jour d'exploitation. À Paris, pour les premières séances du premier jour d'exploitation, le film réalise 1 526 entrées sur les 17 copies exploitées : c'est l'un des pires démarrages parisiens de Laurent Tirard, juste avant Un homme à la hauteur (2016),. Il réalise 289 307 entrées après le premier week-end. Le film est exploité dans 489 salles en première semaine et cumule 372 856 entrées. À partir de la deuxième semaine, il est exploité dans 485 salles. Il rassemble 223 866 entrées supplémentaires en deuxième semaine, puis 112 549 en troisième semaine et 59 817 en quatrième semaine, soit 769 088 entrées après un mois d'exploitation en salles, dont un peu plus de 590 000 entrées dès les deux premières semaines.

## Distinctions
- Festival France Odéon de Florence 2018 : Prix essenza del talento pour Christophe Montenez